# Liste des orgues d'Auvergne protégés aux monuments historiques
Cet article recense les orgues protégés aux monuments historiques en Auvergne, France.

## Liste
| Orgue                                                  | Département | Commune                   | Édifice                                                      | Référence | Année     | Protection | Illus. |
| ------------------------------------------------------ | ----------- | ------------------------- | ------------------------------------------------------------ | --- | --------- | ---------- | ------ |
| Orgue de tribune partie instrumentale                  | Allier      | Bourbon-l'Archambault     | Église Saint-Georges de Bourbon-l'Archambault                | « PM03000673 », notice no PM03000673 « PM03000674 », notice no PM03000674                                      | 1987      | Inscrit    |        |
| Orgue de tribune partie instrumentale                  | Allier      | Commentry                 | Église du Sacré-Cœur de Commentry                            | « PM03000675 », notice no PM03000675 « PM03000676 », notice no PM03000676                                      | 1990      | Inscrit    |        |
| Orgue de tribune partie instrumentale                  | Allier      | Gannat                    | Église Sainte-Croix de Gannat                                | « PM03000677 », notice no PM03000677 « PM03000121 », notice no PM03000121                                      | 1973      | Classé     |        |
| Orgue de tribune partie instrumentale                  | Allier      | Lapalisse                 | Église Notre-Dame de Lapalisse                               | « PM03000678 », notice no PM03000678 « PM03000220 », notice no PM03000220                                      | 1981      | Classé     |        |
| Orgue de tribune partie instrumentale                  | Allier      | Montluçon                 | Chapelle du collège Saint-Joseph                             | « PM03000682 », notice no PM03000682 « PM03000279 », notice no PM03000279                                      | 1981      | Classé     |        |
| Orgue de tribune buffet, partie instrumentale          | Allier      | Montluçon                 | Église Notre-Dame de Montluçon                               | « PM03000680 », notice no PM03000680 « PM03000679 », notice no PM03000679 « PM03000681 », notice no PM03000681 | 1986      | Inscrit    |        |
| Orgue de tribune partie instrumentale                  | Allier      | Montluçon                 | Église Saint-Paul de Montluçon                               | « PM03000683 », notice no PM03000683 « PM03000684 », notice no PM03000684                                      | 1984      | Inscrit    |        |
| Orgue de tribune partie instrumentale                  | Allier      | Moulins                   | Basilique-cathédrale Notre-Dame de l'Annonciation de Moulins | « PM03000685 », notice no PM03000685 « PM03000351 », notice no PM03000351                                      | 1975      | Classé     |        |
| Orgue de tribune partie instrumentale                  | Allier      | Saint-Pourçain-sur-Sioule | Église Sainte-Croix de Saint-Pourçain-sur-Sioule             | « PM03000686 », notice no PM03000686 « PM03000477 », notice no PM03000477                                      | 1972      | Classé     |        |
| Orgue de tribune buffet, partie instrumentale          | Allier      | Souvigny                  | Prieuré de Souvigny                                          | « PM03000514 », notice no PM03000514 « PM03000687 », notice no PM03000687 « PM03000513 », notice no PM03000513 | 1947 1975 | Classé     |        |
| Orgue de tribune partie instrumentale                  | Cantal      | Aurillac                  | Abbatiale Saint-Géraud d'Aurillac                            | « PM15000760 », notice no PM15000760 « PM15000072 », notice no PM15000072                                      | 1959      | Classé     |        |
| Orgue de tribune partie instrumentale                  | Cantal      | Mauriac                   | Basilique Notre-Dame-des-Miracles de Mauriac                 | « PM15000761 », notice no PM15000761 « PM15000553 », notice no PM15000553                                      | 1990      | Classé     |        |
| Orgue de tribune partie instrumentale                  | Cantal      | Murat                     | Collégiale Notre-Dame de Murat                               | « PM15000762 », notice no PM15000762 « PM15000289 », notice no PM15000289                                      | 1982      | Classé     |        |
| Orgue de tribune buffet, partie instrumentale          | Cantal      | Saint-Flour               | Cathédrale Saint-Pierre de Saint-Flour                       | « PM15000765 », notice no PM15000765 « PM15000763 », notice no PM15000763 « PM15000764 », notice no PM15000764 | 1998      | Classé     |        |
| Orgue à cylindres orgue                                | Cantal      | Vabres                    | Église Saint-Pierre de Vabres                                | « PM15000766 », notice no PM15000766                                                                           | 2001      | Classé     |        |
| Orgue de tribune partie instrumentale                  | Haute-Loire | Blesle                    | Église Saint-Pierre de Blesle                                | « PM43001029 », notice no PM43001029 « PM43000076 », notice no PM43000076                                      | 1976      | Classé     |        |
| Orgue de tribune partie instrumentale                  | Haute-Loire | Brioude                   | Basilique Saint-Julien de Brioude                            | « PM43001030 », notice no PM43001030 « PM43000745 », notice no PM43000745                                      | 1994      | Classé     |        |
| Orgue de tribune buffet, partie instrumentale, tribune | Haute-Loire | La Chaise-Dieu            | Abbatiale Saint-Robert de La Chaise-Dieu                     | « PM43001031 », notice no PM43001031 « PM43000160 », notice no PM43000160 « PM43000144 », notice no PM43000144 | 1903 1970 | Classé     |        |
| Orgue à cylindres orgue                                | Haute-Loire | Mazeyrat-d'Allier         | Église Saint-Pierre de Mazeyrat-d'Allier                     | « PM43001032 », notice no PM43001032                                                                           | 2007      | Classé     |        |
| Orgue de tribune buffet, partie instrumentale          | Haute-Loire | Le Monastier-sur-Gazeille | Abbatiale Saint-Chaffre du Monastier-sur-Gazeille            | « PM43000321 », notice no PM43000321 « PM43001033 », notice no PM43001033 « PM43000325 », notice no PM43000325 | 1840      | Classé     |        |
| Orgue de tribune buffet, partie instrumentale          | Haute-Loire | Le Puy-en-Velay           | Cathédrale Notre-Dame-de-l'Annonciation du Puy-en-Velay      | « PM43000398 », notice no PM43000398 « PM43000975 », notice no PM43000975 « PM43000744 », notice no PM43000744 | 1862      | Classé     |        |
| Orgue de tribune partie instrumentale                  | Haute-Loire | Le Puy-en-Velay           | Église Saint-Laurent du Puy-en-Velay                         | « PM43001034 », notice no PM43001034 « PM43001035 », notice no PM43001035                                      | 1973      | Inscrit    |        |
| Orgue à cylindres orgue                                | Haute-Loire | Saint-Ilpize              | Église Sainte-Madeleine de Saint-Ilpize                      | « PM43001036 », notice no PM43001036                                                                           | 2007      | Classé     |        |
| Orgue de chœur partie instrumentale                    | Haute-Loire | Saint-Pal-de-Mons         | Église Saint-Georges de Saint-Pal-de-Mons                    | « PM43001037 », notice no PM43001037 « PM43000646 », notice no PM43000646                                      | 1977      | Classé     |        |
| Orgue de tribune partie instrumentale                  | Haute-Loire | Saint-Paulien             | Église Saint-Georges de Saint-Paulien                        | « PM43001038 », notice no PM43001038 « PM43000653 », notice no PM43000653                                      | 1978      | Classé     |        |
| Orgue de tribune buffet, partie instrumentale          | Haute-Loire | Saugues                   | Église Saint-Médard de Saugues                               | « PM43000671 », notice no PM43000671 « PM43000442 », notice no PM43000442 « PM43000902 », notice no PM43000902 | 1972      | Classé     |        |
| Orgue à cylindres orgue                                | Puy-de-Dôme | Ceyrat                    | Église Saint-Martin de Ceyrat                                | « PM63001954 », notice no PM63001954                                                                           | 2006      | Classé     |        |
| Orgue de chœur partie instrumentale                    | Puy-de-Dôme | Clermont-Ferrand          | Cathédrale Notre-Dame-de-l'Assomption de Clermont            | « PM63001957 », notice no PM63001957 « PM63000268 », notice no PM63000268                                      | 1980      | Classé     |        |
| Orgue de tribune buffet, partie instrumentale          | Puy-de-Dôme | Clermont-Ferrand          | Cathédrale Notre-Dame-de-l'Assomption de Clermont            | « PM63001956 », notice no PM63001956 « PM63001955 », notice no PM63001955 « PM63000267 », notice no PM63000267 | 1979 2003 | Classé     |        |
| Orgue de tribune partie instrumentale                  | Puy-de-Dôme | Clermont-Ferrand          | Église Saint-Genès-des-Carmes de Clermont-Ferrand            | « PM63001958 », notice no PM63001958 « PM63000327 », notice no PM63000327                                      | 1980      | Classé     |        |
| Orgue de tribune partie instrumentale                  | Puy-de-Dôme | Clermont-Ferrand          | Lycée Massillon                                              | « PM63001959 », notice no PM63001959 « PM63000342 », notice no PM63000342                                      | 1987      | Classé     |        |
| Orgue de tribune partie instrumentale                  | Puy-de-Dôme | Issoire                   | Église Saint-Austremoine d'Issoire                           | « PM63001960 », notice no PM63001960 « PM63000506 », notice no PM63000506                                      | 1982      | Classé     |        |
| Orgue de tribune partie instrumentale                  | Puy-de-Dôme | Riom                      | Basilique Saint-Amable de Riom                               | « PM63001962 », notice no PM63001962 « PM63001498 », notice no PM63001498                                      | 1980      | Classé     |        |
| Orgue de tribune partie instrumentale                  | Puy-de-Dôme | Riom                      | Église Notre-Dame-du-Marthuret                               | « PM63001961 », notice no PM63001961 « PM63001495 », notice no PM63001495                                      | 1980      | Classé     |        |
| Orgue à cylindres orgue                                | Puy-de-Dôme | Saint-Saturnin            | Église Notre-Dame de Saint-Saturnin                          | « PM63001963 », notice no PM63001963                                                                           | 2007      | Classé     |        |
| Orgue de tribune partie instrumentale                  | Puy-de-Dôme | Thiers                    | Église Saint-Genès de Thiers                                 | « PM63001964 », notice no PM63001964 « PM63001392 », notice no PM63001392                                      | 1980      | Classé     |        |